# بلاستيدة النشا

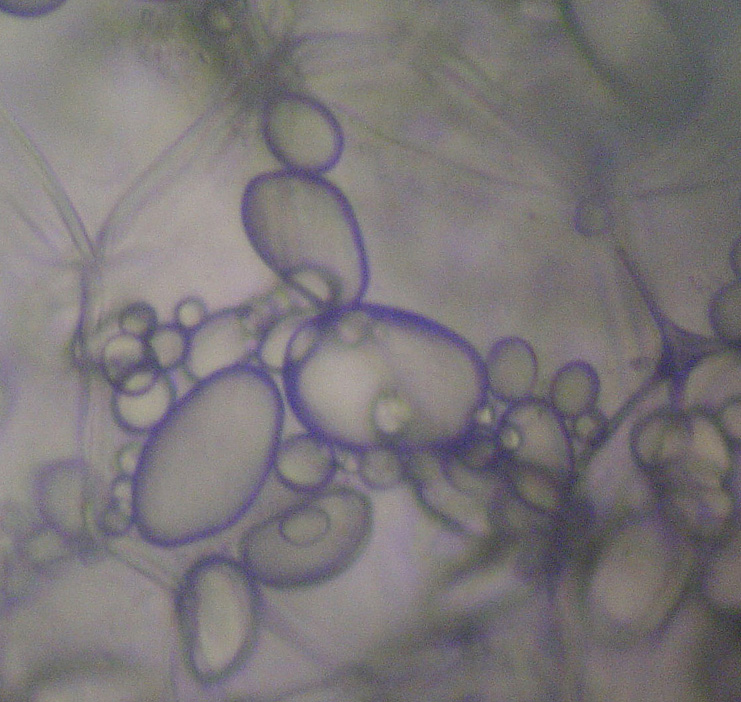
تحرير

بلاستيدات النشا أو صانعات النشا أو بانيات النشا أو حبة نشوية (بالإنجليزية: amyloplast)‏ هي عضيات غير خضابية تتواجد في بعض الخلايا النباتية. وظيفتها الرئيسية هي تصنيع وتخزين حُبيبات النشا عن طريق بلمرة الجلكوز. يعتمد تركيب النشا على نقل الكربون من العصارة الخلوية، وهذه الآلية لا تزال قيد الجدل حاليًا. تقوم صانعات النشا بتحويل النشا إلى سكر عند احتياج الخلية للطاقة. عدد كبير منها يمكن أن يتواجد في الفواكه وفي أنسجة التخزين للنباتات التي تنمو تحت التربة مثل درنات البطاطة.
صانعات النشا هي صانعات أو هي بالتحديد صانعات عديمة اللون. الصانعات هي صنف من العضيات الخلوية المتخصصة.
بالإضافة إلى صانعات النشا، تقوم الصانعات الخضراء أيضاً بصناعة وتخزين النشا. صانعات النشا والصانعات الخضراء مرتبطين، ويمكن لصانعات النشا أن تتحول إلى صانعات خضراء. هذه الحادثة يمكن ملاحظتها عندما تتعرض درنات البطاطا إلى الضوء وتتحول إلى خضراء.